# Cole Hocker
Cole Hocker (Indianapolis, 6 giugno 2001) è un mezzofondista statunitense, campione olimpico a Parigi 2024 nei 1500 metri piani.

## Palmarès
| Anno | Manifestazione  | Sede     | Evento       | Risultato | Prestazione | Note                                  |
| ---- | --------------- | -------- | ------------ | --------- | ----------- | ------------------------------------- |
| 2021 | Giochi olimpici | Tokyo    | 1500 m piani | 6º        | 3'31"40     | Miglior prestazione personale         |
| 2023 | Mondiali        | Budapest | 1500 m piani | 7º        | 3'30"70     | [ 1 ]                                 |
| 2024 | Mondiali indoor | Glasgow  | 1500 m piani | Argento   | 3'36"69     | [ 2 ]                                 |
| 2024 | Giochi olimpici | Parigi   | 1500 m piani | Oro       | 3'27"65     | Record olimpico · Record panamericano |

## Campionati nazionali
- 2 volte campione nazionale statunitense indoor dei 1500 metri piani (2022, 2024)
- 1 volta campione nazionale statunitense dei 1500 metri piani (2021)
- 1 volta campione nazionale statunitense indoor dei 3000 metri piani (2022)

2021
- Oro ai campionati statunitensi (Eugene), 1500 m piani - 3'35"28

2022
- Oro ai campionati statunitensi indoor (Spokane), 1500 m piani - 3'39"09
- Oro ai campionati statunitensi indoor (Spokane), 3000 m piani - 7'47"50
- Eliminato nelle batterie ai campionati statunitensi (Eugene), 1500 m piani - 3'39"57

2023
- Bronzo ai campionati statunitensi (Eugene), 1500 m piani - 3'35"46

2024
- 12º ai campionati statunitensi di corsa campestre (Richmond), 10 km piani - 29"53
- Oro ai campionati statunitensi indoor (Albuquerque), 1500 m piani - 3'37"51

## Altre competizioni internazionali
2022
- Bronzo ai Millrose Games ( New York), 3000 m piani indoor - 7'39"83

2023
- 4º al Bauhaus-Galan ( Stoccolma), 3000 metri siepi - 8'17"63
- 5º all'Herculis ( Monaco), 3000 metri siepi - 8'13"26
- Bronzo al Prefontaine Classic ( Eugene), 3000 metri siepi - 8'14"01

2024
- Bronzo ai Millrose Games ( New York), 2 miglia indoor - 8'05"70[3]
- Argento all'Athletissima ( Losanna), 1500 m piani - 3'29"85
- Bronzo al Weltklasse Zürich ( Zurigo), 1500 m piani - 3'30"46
- Bronzo al Memorial Van Damme ( Bruxelles), 1500 m piani - 3'30"94

2025
- 4º al Prefontaine Classic ( Eugene), miglio - 3'47"73